# 張立平 (1949年)
張立平（英語：Lie-Ping Chang；1949年5月23日—），男，生於台湾台北之臺灣裔美國人，美國陸軍退役少將、軍醫，曾任美國中南醫療後備軍區總指揮官、第807部署支援醫療司令部第一代司令。

## 生平
張立平於台北強恕高中畢業後移民美國依親，就讀醫科獲得密蘇里州科斯維爾骨科醫學院骨科博士，任新澤西聯合紀念醫院住院醫師。1981年加入美軍:p45，後參與波士尼亞戰爭及沙漠風暴行動，回國後2001年11月出任全美最具規模的陸軍後備軍醫院2290院長。2003年獲聘為維吉尼亞軍校校董，成為該校建校以來的首位華裔校董。2005年升任准將，就職中南醫療軍區總指揮官，職司德州、新墨西哥、路易斯安納、愛荷華、內布拉斯加、密蘇里、阿肯色、奧克拉荷馬等八州陸軍醫療後備系統下，共42個單位、9所軍醫院、兩所野戰醫院。
2008年10月，第807部署支援醫療司令部創設，張立平出任第一代司令，負責監督該司令部作為戰區醫療指揮部及美國南方司令部支援單位的建制歷程。2012年5月20日，張氏卸任807司令部職務，並以陸軍少將階級退役:p3。